# Episodi di Doctor Who (serie televisiva 2023) (seconda stagione)
La seconda stagione della terza serie televisiva Doctor Who (2023), composta da 8 episodi, è andata in onda dal 12 aprile al 31 maggio 2025 su BBC One. In Italia la serie è stata pubblicata sulla piattaforma streaming Disney+ in contemporanea con la trasmissione nel paese d'origine. La stagione è preceduta dallo speciale natalizio Joy to the World, uscito il 25 dicembre 2024.
Protagonista della stagione è il Quindicesimo Dottore, interpretato da Ncuti Gatwa, assieme alla compagna Belinda Chandra (Varada Sethu).
| n° | Titolo originale              | Titolo italiano                         | Pubblicazione  |
| -- | ----------------------------- | --------------------------------------- | -------------- |
| 1  | The Robot Revolution          | La rivoluzione dei robot                | 12 aprile 2025 |
| 2  | Lux                           | Lux                                     | 19 aprile 2025 |
| 3  | The Well                      | Profondità otto chilometri              | 26 aprile 2025 |
| 4  | Lucky Day                     | Giorno fortunato                        | 3 maggio 2025  |
| 5  | The Story & the Engine        | La storia e il motore                   | 10 maggio 2025 |
| 6  | The Interstellar Song Contest | Il festival della canzone interstellare | 17 maggio 2025 |
| 7  | Wish World                    | Il mondo dei desideri                   | 24 maggio 2025 |
| 8  | The Reality War               | La guerra della realtà                  | 31 maggio 2025 |

## La rivoluzione dei robot
- Titolo originale: The Robot Revolution
- Diretto da: Peter Hoar
- Scritto da: Russell T Davies

### Trama
Dei robot rapiscono l'infermiera Belinda Chandra, il cui ex fidanzato Alan Budd ha dato il suo nome alla stella del loro sistema. Attraversando una frattura temporale mentre li insegue, il Dottore arriva sei mesi prima, scoprendo che i robot hanno schiavizzato gli umani e si unisce a un gruppo di ribelli, salvando Belinda prima che i robot possano trasformarla nella loro regina cyborg. Belinda si arrende per proteggere i ribelli e scopre che i robot sono controllati da Alan, anche lui rapito, sebbene la frattura temporale abbia spinto i robot a portarlo su Missbelindachandra I nel 2015, scatenando la rivoluzione in primo luogo. Alan possiede una copia futura del certificato stellare di Belinda, che è stato inspiegabilmente rimandato indietro di cinquemila anni e ha costituito la base della società del pianeta. Belinda tocca la copia presente con quella futura, innescando una reazione che uccide Alan e riporta i robot alla normalità, liberando così gli abitanti. Dopo averle rivelato di aver incontrato la sua discendente Mundy Flynn, il Dottore accetta di riportare Belinda sulla Terra, ma il TARDIS non riesce ad atterrare nel 2025, e l'ultima inquadratura mostra diversi monumenti terrestri e un calendario raffigurante il maggio dell'anno fluttuare nello spazio. Inoltre la signora Flood, vicina di casa di Ruby Sunday nella scorsa stagione, appare ora come vicina di Belinda.
- Altri interpreti: Jonny Green (Alan Budd), Thalia Dudek (Kirby Blake), Jeffin Kunjumon (Stefan Haines), Nicholas Briggs (voce dei robot), Anita Dobson (Signora Flood), Evelyn Miller (Sasha 55)

## Lux
- Titolo originale: Lux
- Diretto da: Amanda Brotchie
- Scritto da: Russell T Davies

### Trama
Il Dottore tenta di riportare Belinda a casa tramite una via indiretta, facendoli atterrare a Miami nel 1952, dove indagano sulla scomparsa di quindici persone in un cinema abbandonato. All'interno, incontrano Mr. Ring-a-Ding, un personaggio dei cartoni animati posseduto da Imperatore Lux, il Dio della Luce e membro del Pantheon della Discordia. Lux intrappola i due all'interno di una bobina di pellicola, sottoponendoli a false realtà cinematografiche mentre cercano di fuggire, inclusa una in cui incontrano dei fan di Doctor Who. Dopo essere finalmente riusciti a fuggire, Lux imprigiona il Dottore, sperando di rubargli l'energia rigenerativa per creare un corpo in grado di sopravvivere al mondo esterno al cinema, ma viene sconfitto quando Belinda convince il proprietario del cinema a dare fuoco alle bobine di pellicola, causando un'esplosione che fa entrare la luce del sole nel cinema. Esposto nella sua forma di luce, Lux si espande all'infinito fino a diventare tutt'uno con l'universo e le sue quindici vittime tornano illese. Dopo che il Dottore e Belinda se ne vanno, la signora Flood appare inspiegabilmente in quel periodo temporale. 
- Altri interpreti: Cassius Hackforth (Tommy Lee), Ryan Speakman (marito), Linus Roache (Reginald Pye), Alan Cumming (voce di Mr Ring-a-Ding), Millie O'Connell (Sunshine Sally), Lewis Cornay (Logan Cheever), Lucy Thackeray (Renée Lowenstein), Jane Hancock (Helen Pye), William Meredith (Poliziotto), Samir Arrian (Hassan Chowdry), Bronté Barbé (Lizzie Abel), Steph Lacey (Robyn Gossage), Anita Dobson (Signora Flood)

## Profondità otto chilometri
- Titolo originale: The Well
- Diretto da: Amanda Brotchie
- Scritto da: Russell T Davies e Sharma Angel Walfall

### Trama
Il Dottore e Belinda arrivano su un pianeta 500.000 anni nel futuro, dove una spedizione sta indagando su una colonia mineraria dove sembra essere avvenuto un massacro. Una cuoca sorda di nome Aliss è l'unica persona rimasta in vita, dopo che una misteriosa entità è emersa dal pozzo minerario e ha ucciso l'equipaggio. L'entità si nasconde dietro Aliss e chiunque si muova direttamente dietro di lei viene ucciso. Il Dottore capisce di trovarsi sul pianeta precedentemente noto come Midnight, che aveva visitato durante la sua decima incarnazione, e che l'entità è la stessa che aveva incontrato quella volta. Aliss spiega che l'entità fa sì che la persona dietro cui si nasconde aggredisca gli altri, ma la sua sordità sembra proteggerla dalla sua influenza. Ma chiunque uccida l'ospite dell'entità diventa il nuovo ospite. Diversi soldati si ribellano al capitano, Shaya, ma molti vengono assassinati dall'entità. Aliss viene liberata quando il Dottore costringe il mostro a vedere il suo riflesso, ma l'entità si sposta dietro Belinda prima che possa scappare. Shaya spara a Belinda, senza però ucciderla, per costringere l'entità a trasferirsi su di lei, per poi immolarsi e tuffarsi nel pozzo, permettendo agli altri di fuggire. Tornata a bordo del TARDIS, Belinda dice al Dottore che nessuno dei soldati aveva mai sentito parlare della Terra, lasciando intendere inquietanti implicazioni. Nel frattempo, uno dei soldati sopravvissuti crede di vedere qualcosa alle spalle di un'altra, suggerendo che l'entità sia in realtà fuggita. Inoltre, il superiore a cui fanno rapporto sulla missione si rivela essere la  signora Flood, che è interessata a un'apparecchiatura che il Dottore sta usando per riportare Belinda a casa. 
- Altri interpreti: Annabel Brook (Hanno Yeft), Luke Rhodri (Callo Rence), Bethany Antonia (Mo Gilliben), Gaz Choudhry (Kai Sabba), Christopher Chung (Cassio Palin-Paleen), Caoilfhionn Dunne (Shaya Costallion), Gary Pillai (Albie Bethick), Rose Ayling-Ellis (Aliss Fenly), Frankie Lipman (Sal Van Hyten), Paul Kasey (Entità), Jermaine Dominique (Ulric Dazen), Anita Dobson (Signora Flood), Amy Tyger (Val Vivo)

### Curiosità
- Questo episodio funge da sequel a Midnight della quarta stagione della serie moderna, con una clip dell'episodio che viene anche brevemente mostrata.

## Giorno fortunato
- Titolo originale: Lucky Day
- Diretto da: Peter Hoar
- Scritto da: Pete McTighe

### Trama
Il giorno di Capodanno del 2007, Conrad Clark, di 8 anni, incontra il Dottore mentre sta installando un dispositivo di localizzazione insieme a Belinda, il che lo porterà a diventare ossessionato dagli alieni. Nel 2024, Conrad rivede il TARDIS e viene salvato dal Dottore e da Ruby Sunday da una creatura chiamata Shreek. Un anno dopo, Conrad trova Ruby, che si sta ancora adattando alla vita normale, e la invita a parlare nel suo podcast delle sue esperienze con il Dottore. I due iniziano a frequentarsi. Ruby crede che lo Shreek, che usa secrezioni corporee per marcare le sue prede, stia inseguendo Conrad e gli dà un antidoto che lo renda irrintracciabile, anche se la UNIT ha catturato la creatura. Si scopre che Conrad è il leader di un gruppo di teorici della cospirazione che vogliono screditare pubblicamente la UNIT, e aveva manipolato Ruby per tutto il tempo. La sua diretta streaming dello scontro tra la UNIT e due falsi Shreek scatena una reazione pubblica contro la UNIT. Quando Conrad irrompe nel loro quartier generale, Kate libera lo Shreek e Conrad, terrorizzato, ammette di aver mentito. La sua confessione viene vista da milioni di persone nella diretta streaming che stava trasmettendo. Devastata dal suo tradimento, Ruby dice a Kate che ha bisogno di prendersi del tempo per sé e riprendersi. Mentre è in cella, Conrad viene trascinato nel TARDIS del Dottore, che lo rimprovera per le sue azioni. Il ragazzo si rifiuta di riconoscere le sue colpe e accenna il nome di Belinda al Signore del Tempo, che non l'ha ancora incontrata. Il Dottore racconta a Conrad del suo triste futuro prima di riportarlo  in prigione, dove però viene rilasciato dalla signora Flood.
- Altri interpreti: Millie Gibson (Ruby Sunday), Benjamin Chivers (giovane Conrad), Kirsty Hoiles (Moira Clark), Jonah Hauer-King (Conrad Clark), Gethin Alderman (Shreek), Kareem Alexander (Jordan Lang), Michelle Greenidge (Carla Sunday), Angela Wynter (Cherry Sunday), Faye McKeever (Louise Miller), Jemma Redgrave (Kate Lethbridge-Stewart), Alexander Devrient (Colonnello Christofer Ibrahim), Ruth Madeley (Shirley Bingham), Lachele Carl (Trinity Wells), Reeta Chakrabarti (Sè stessa), Joel Dommett (Sè stesso), Alex Jones (Sè stessa), Anita Dobson (Signora Flood)

### Curiosità
- In La rivoluzione dei robot il Dottore dice a Belinda di aver sentito il suo nome da una persona, il che lo ha portato a rintracciarla, che in questo episodio si rivela essere Conrad Clark.

- In questa stagione troviamo l'ormai consueto episodio "Doctor-Lite" cioè con "poco Dottore".

## La storia e il motore
- Titolo originale: The Story & the Engine
- Diretto da: Makalla McPherson
- Scritto da: Inua Ellams

### Trama
Il Dottore e Belinda arrivano a Lagos nel 2019 per amplificare il segnale del dispositivo di localizzazione. Quando il Dottore si ferma dal suo amico Omo, un barbiere, per un taglio di capelli, due persone, il Barbiere e Abena, intrappolano il Dottore all'interno insieme ad altri prigionieri e gli chiedono di raccontare delle storie. Il TARDIS avvisa Belinda di un problema e la indirizza al barbiere. Il Barbiere racconta al Dottore di essere il creatore di gran parte della mitologia umana. Ma quando la rete di storie si espanse al punto da non essere più necessaria, gli dei lo bandirono dalla loro dimensione. Per vendetta, il Barbiere costruì il Motore a Storie, un dispositivo che uccide gli dei e che si nutre di storie, e prese il controllo del locale di Omo. Riconoscendo inizialmente Abena, il Dottore ricorda di averla incontrata nella sua incarnazione di Fuggitivo e capisce che la sua rabbia è dovuta al fatto di essere stata abbandonata. Belinda convince Abena a intrecciare un percorso verso la fonte di energia del motore nei capelli del Dottore, permettendogli di fuggire. Il Dottore sovraccarica il Motore con i suoi ricordi, sconfiggendo ma poi redimendo il Barbiere. Omo si ritira e convince il Barbiere a rimanere come direttore del negozio. Mentre entrano nel TARDIS, Belinda racconta al Dottore di aver visto una misteriosa bambina per strada prima di entrare nel negozio, ma questi lo attribuisce alle storie che ha raccontato che sono trapelate parzialmente nella realtà. A sua insaputa, la bambina è Poppy, che ha incontrato con Ruby in La stazione spaziale dei bambini. 
- Altri interpreti: Sule Rimi (Omo Esosa), Ariyon Bakare (Il Barbiere), Stefan Adegbola (Rashid Abubakar), Jordan Adene (Tunde Adebayo), Michael Balogun (Obioma Okoli), Michelle Asante (Abena), Anita Dobson (Signora Flood), Jo Martin (Dottore Fuggitivo), Sienna-Robyn Mavanga-Phipps (Poppy)

## Il festival della canzone interstellare
- Titolo originale: The Interstellar Song Contest
- Diretto da: Ben A. Williams
- Scritto da: Juno Dawson

### Trama
Nel 2925, il Dottore e Belinda stanno partecipando al Festival Interstellare della Canzone, un'evoluzione dell'Eurovision Song Contest terrestre, quando due terroristi, Kid e Wynn del pianeta Hella, rimuovono lo scudo di ossigeno della stazione, scaraventando il Dottore e 100.000 persone tra il pubblico nello spazio profondo, dove iniziano a congelarsi. Tuttavia, il Dottore viene svegliato da una visione di sua nipote Susan Foreman e torna alla stazione, dove ferma il complotto terroristico degli Helliani, che consisteva nello trasmettere un'onda mortale ai trilioni di spettatori del programma in tutto l'universo, per vendicarsi della devastazione del loro pianeta natale causata dallo sponsor dell'evento. In preda alla rabbia il Dottore comincia a torturare Kid, ma Belinda lo ferma. Il pubblico dal vivo viene salvato e rianimato dal Dottore e dallo staff della stazione usando la tecnologia criogenica. Poco prima di partire per riportare Belinda a casa, il Dottore e la donna vengono informati da un ologramma di Graham Norton che la Terra è stata distrutta il 24 maggio 2025, il giorno in cui Belinda se n'è andata. Il TARDIS arriva finalmente a quella data, solo per vedere le porte esplodere verso l'interno. Dopo la loro partenza, la signora Flood è l'ultima degli spettatori a essere rianimata. Il suo corpo è stato mortalmente danneggiato nello spazio, ma si bigenera, creando un'altra incarnazione di sé, e si rivelano essere la Rani, una Signora del Tempo e vecchia avversaria del Dottore. Le due Rani preparano il passo successivo del loro piano.
- Altri interpreti: Julie Dray (Sabine), Rylan Clark (Sè stesso), Kiruna Stamell (Nina Maxwell), Iona Anderson (Wynn Aura-Kin), Anita Dobson (Signora Flood), Charlie Condou (Gary Gabbastone), Kadiff Kirwan (Mike Gabbastone), Freddie Fox (Kid), Miriam-Teak Lee (Cora Saint Bavier), Akemnji Ndifornyen (Len Kazah), Christina Rotondo (Liz Lizardine), Graham Norton (Sè stesso), Abdul Essay (Jeddy Kine), Carole Ann Ford (Susan Foreman), Archie Panjabi (La Rani)

### Curiosità
- Carole Ann Ford riprende il ruolo di Susan Foreman, nipote del Dottore, dopo essere apparsa le ultime volte nello speciale dei 20 anni The Five Doctors del 1983 e poi nello speciale dei 30 anni Dimensions in Time del 1993.
- Sempre in questo episodio torna il personaggio de La Rani, Signora del Tempo e vecchia nemica del Dottore, interpretata nella serie classica da Kate O'Mara, ora interpretata da Anita Dobson e da Archie Panjabi dopo la bi-generazione.

## Il mondo dei desideri
- Titolo originale: Wish World
- Diretto da: Alex Sanjiv Pillai
- Scritto da: Russell T Davies

### Trama
Il 23 maggio 2025, il Dottore e Belinda si svegliano nella loro casa, credendosi una coppia sposata. Dopo aver fatto colazione con la loro "figlia", Poppy, ricevono la visita di Ruby Sunday, che esprime dubbi sul loro mondo apparentemente perfetto. Sia il Dottore che Belinda iniziano ad avere dubbi sulla realtà che li circonda dopo la visita. Più tardi, il Dottore riceve un messaggio da Ladro, che gli dice di essere intrappolato. Dopo che il Dottore si rende conto che la realtà è sbagliata, lui e Belinda vengono portati al Palazzo delle Ossa dalla Rani. Qui, il Dottore scopre che il mondo è stato trasformato da Conrad Clark nella sua visione perfetta, usando il potere del neonato Desiderium, il Dio dei Desideri, e il dispositivo di localizzazione del Dottore. La Rani rivela che i dubbi del Dottore e dell'umanità vengono usati da lei per infrangere la realtà, liberando così Omega, il fondatore dei Signori del Tempo, da una dimensione alternativa, il Subuniverso. Ricordando tutto, il Dottore cerca di fermarla, ma viene chiuso fuori dal Palazzo delle Ossa, con Belinda imprigionata. La signora Flood e la Rani si preparano alla liberazione di Omega, mentre la finta realtà crolla sotto di loro in un fuoco viola, mentre l'orologio segna la mezzanotte e l'inizio del 24 maggio: il giorno della morte della Terra.
- Altri interpreti: Millie Gibson (Ruby Sunday), Archie Panjabi (La Rani), Sienna-Robyn Mavanga-Phipps (Poppy), Jonah Hauer-King (Conrad Clark), Bonnie Langford (Melanie Bush), Ruth Madeley (Shirley Bingham), Jemma Redgrave (Kate Lethbridge-Stewart), Susan Twist (Susan Triad), Alexander Devrient (colonnello Christofer Ibrahim), Nila Aalia (Lakshmi Chandra), Anita Dobson (Signora Flood), Hermon Berhane (Val Balham), Sam Lawton (Winnie Petheridge), Joshua J Parker (Brian Dale), Michelle Greenidge (Carla Sunday), Angela Wynter (Cherry Sunday), Carole Ann Ford (Susan Foreman), Jonathan Groff (Ladro)

### Curiosità
- Per il cameo vocale di Omega a fine puntata, è stato utilizzato audio di repertorio di Stephen Thorne (che ha interpretato il personaggio nell'episodio speciale The Three Doctors) tratto dalla storia audio Intervention Earth.

## La guerra della realtà
- Titolo originale: The Reality War
- Diretto da: Alex Sanjiv Pillai
- Scritto da: Russell T Davies

### Trama
Il Dottore viene salvato da Anita che lo trascina nell'Hotel del Tempo mentre il tempo torna al 23 maggio 2025. Con l'aiuto di Anita, il Dottore riesce a ripristinare i ricordi di tutta la UNIT e Belinda prima che Rani riveli che i Signori del Tempo sopravvissuti sono sterili a causa del genocidio del Maestro; intende usare Omega come banca genetica per far rinascere la loro razza. Il Dottore affronta Rani mentre Omega viene liberato sotto forma di un'enorme bestia che divora la Rani bi-generata; la signora Flood fugge mentre il Dottore usa il suo dispositivo per costringere Omega a tornare nel Subuniverso. Ruby usa il potere di Desidirum per dare a Conrad una nuova vita felice e ripristinare la realtà, mentre il dio bambino viene adottato da Carla Sunday. Prima di andarsene, Anita dice al Dottore che il "boss" (lo stesso menzionato dal Meep in The Star Beast) lo saluta. A causa della cessazione del desiderio di Conrad, Poppy scompare e solo Ruby per qualche ragione la ricorda, ma riesce a convincere il Dottore della sua esistenza e di provare a salvarla. Nonostante il Tredicesimo Dottore, che è stata momentaneamente portata nella sua linea temporale, cerchi di dissuaderlo, il Quindicesimo Dottore usa il potere della sua energia rigenerativa per cambiare la realtà in modo che Poppy sia la figlia di Belinda, a costo della sua attuale vita. Dopo aver detto addio a Belinda e Poppy, il Dottore si rigenera, in presenza della Stella di Betlemme, in una forma che ricorda la sua precedente compagna Rose Tyler.
- Altri interpreti: Millie Gibson (Ruby Sunday), Archie Panjabi (La Rani), Anita Dobson (Signora Flood), Steph de Whalley (Anita Benn), Sam Lawton (Winnie Petheridge), Ruth Madeley (Shirley Bingham), Michelle Greenidge (Carla Sunday), Jonah Hauer-King (Conrad Clark), Sienna-Robyn Mavanga-Phipps (Poppy), Jemma Redgrave (Kate Lethbridge-Stewart), Susan Twist (Susan Triad), Alexander Devrient (colonnello Christofer Ibrahim), Yasmin Finney (Rose Noble), Bonnie Langford (Melanie Bush), Angela Wynter (Cherry Sunday), Nicholas Briggs (voce di Omega, di Vlinx e dei Dalek), Nila Aalia (Lakshmi Chandra), Jodie Whittaker (Tredicesimo Dottore), Billie Piper (Sedicesimo Dottore)

### Curiosità
- È la prima volta da Padroni dell'universo (seconda parte) della prima stagione della serie moderna che il Dottore si rigenera a fine stagione invece che in un episodio speciale.